# Noctueliopsis australis
Noctueliopsis australis is een vlinder uit de familie van de grasmotten (Crambidae), uit de onderfamilie van de Odontiinae. De wetenschappelijke naam van deze soort is voor het eerst voorgesteld als Noctuelia australis door Paul Dognin in een publicatie uit 1910.
De soort komt voor in Chili.